# C. J. 스네어
칼 제프리 스네어(Carl Jeffrey Snare, 1959년 12월 14일 ~ 2024년 4월 5일)는 하드 록/글램 메탈 밴드 파이어하우스의 프론트맨이자 창립 멤버로 가장 잘 알려진 미국의 가수이다.
스네어는 밴드의 대부분 노래를 공동 작곡했으며, 그 중 4곡이 빌보드 핫 100 차트에서 톱 40에 들었다. 그는 또한 다른 밴드인 루비콘 크로스(Rubicon Cross)와 함께 주기적으로 공연했으며, 가끔 스크랩 메탈(Scrap Metal)과도 함께 공연했다.

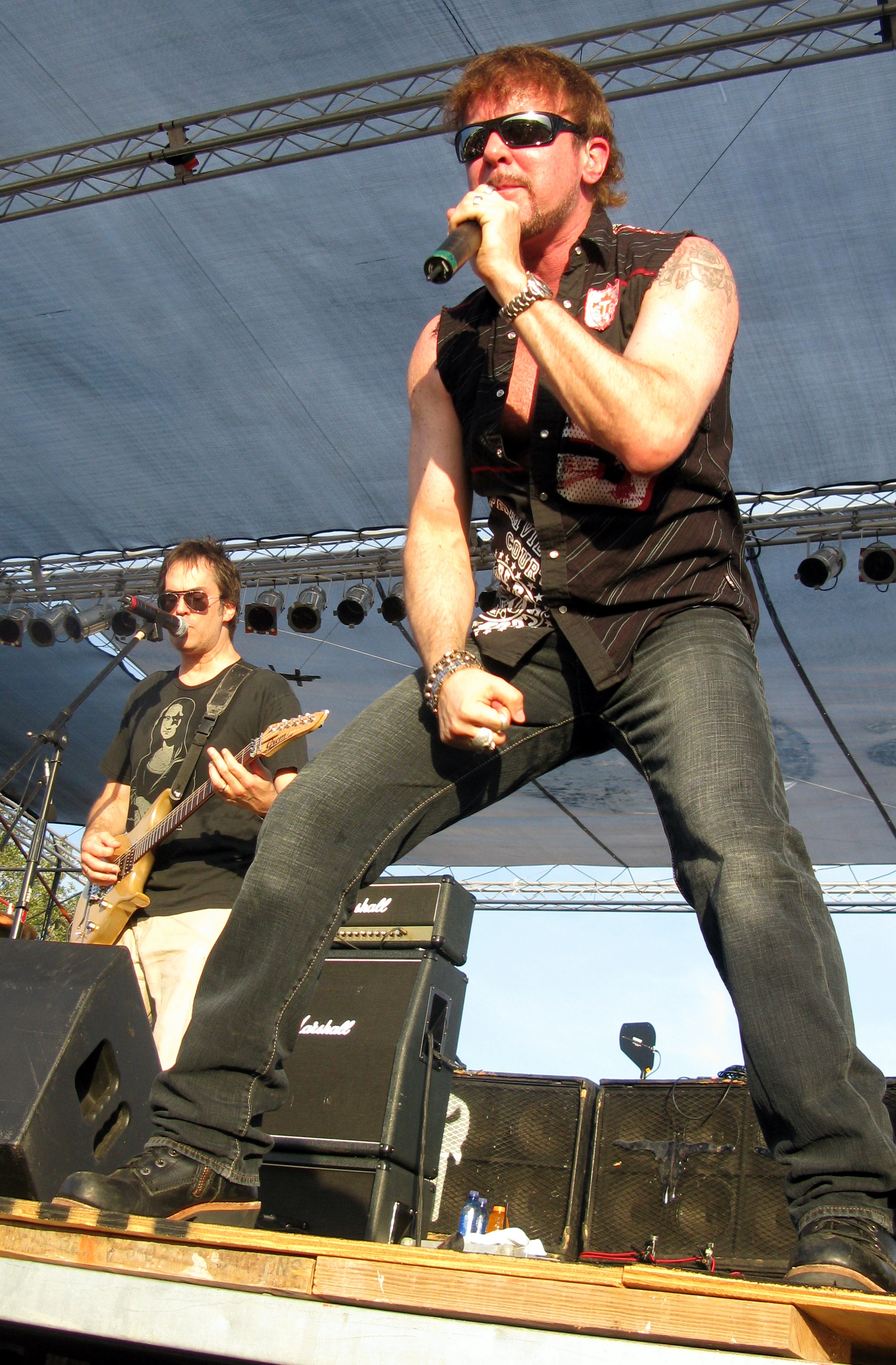
2008년 무대 위의 스네어

## 개인사와 사망
칼 제프리 스네어는 1959년 12월 14일 워싱턴 D.C.에서 벅과 바버라 스네어 사이에서 태어났다. 그는 두 아들과 한 딸을 두었다.
2020년 9월, 그는 4기 결장암 진단을 받았다. 2023년 9월, 그는 10월에 복부 수술을 받기 위해 파이어하우스 활동을 중단했다. 그는 2024년 여름 공연을 위해 밴드에 복귀할 예정이었으나, 2024년 4월 5일 심장마비로 사망했다. 향년 64세.

## 음반 목록

### 맥스 워리어와 함께
- Maxx Warrior (1986)

### 파이어하우스와 함께
- FireHouse – 1990년 8월 21일 – 미국 21위
- Hold Your Fire – 1992년 6월 16일 – 미국 23위
- 3 – 1995년 4월 11일 – 미국 66위
- Good Acoustics – 1996년 10월 8일
- Category 5 – 1998년 10월
- O2 – 2000년 11월 7일
- Prime Time – 2003년 8월 12일
- Full Circle – 2011년 6월

### 파이어하우스와 라이브 앨범
- Bring 'Em Out Live – 1999년 12월

### C.J. 스네어
- "Do What You Believe (Single) Liberty N Justice-Light It Up (2010)
- "God Rest Ye Merry Gentlemen (Single) A Christmas Gift (2010)
- "Oh Come Emmanuel (Single) A Christmas Gift (2011)
- "Pride (In The Name Of Love) Liberty 'N Justice Cigar Chronicles Vol. 1 (2013)
- " The Rest of My Life (Single) From Asia With Love (2013)

### 루비콘 크로스
- "Rubicon Cross – Limited Edition EP (2011)
- "Rubicon Cross – Single – Locked and Loaded (2012) CodeMasters "Dirt" Showdown 비디오 게임에 피쳐링
- "Rubicon Cross – CD – Standard Version (2014) 5/19 INgrooves Universal Music Group 배급으로 발매
- "Rubicon Cross – Deluxe CD – (2014) Best Buy 단독 5/19 INgrooves Universal Music Group 배급으로 발매
- "Rubicon Cross – Digital Album – (2014) 5/19 INgrooves 발매
- "Rubicon Cross – Deluxe Japanese CD – (2014) King Records 발매

### 프로덕션 작업
- "Do What You Believe (Single) Liberty N Justice-Light It Up (2010)
- "God Rest Ye Merry Gentlemen (Single) A Christmas Gift (2010)
- "Oh Come Emmanuel (Single) A Christmas Gift (2011)
- "Guitarcadia = Xander Demos (2012)
- " Liberty 'N Justice (Various Artists) Cigar Chronicles Vol. 1 (2013)
- "Already Ghosts = Hymn of a New Dark Age (2013)
- " The Rest of My Life (Single) From Asia With Love (2013)
- " Rubicon Cross = Debut Album (2014) Engineering Credit